# 保坂聡
保坂 聡（ほさか さとし 、1981年9月26日 - ）は、日本の俳優。東京都出身。身長166cm。劇団ブラボーカンパニー所属。
| スタブアイコン | サブスタブ | この項目は、まだ閲覧者の調べものの参照としては役立たない、俳優（男優・女優）に関連した書きかけの項目です。この項目を加筆・訂正などしてくださる協力者を求めています（P:映画/PJ芸能人）。 |